# 몬테네그로의 코로나19 범유행
다음은 몬테네그로의 코로나19 범유행 현황에 대한 설명이다.
코로나19 대유행은 2020년 3월 17일 첫 사례가 확인되면서 몬테네그로까지 확산된 것으로 확인돼, 유럽 국가로는 마지막으로 SARS-CoV-2를 등록했다.
2020년 6월 18일 현재 몬테네그로의 총 환자 수는 337명이다.
몬테네그로에서 첫 사례가 기록된 지 68일 만인 2020년 5월 24일 유럽 최초의 코로나 프리 국가가 됐다.
1차 발병 시 지수화환자가 전체 신고의 9%를 차지했고, 1차 발병 시 80%가 접촉으로 감염됐으며 나머지 11%는 감염원인이 확실치 않았다. 몬테네그로 정부는 COVID-19의 건강, 사회적, 경제적 영향을 다루기 위해 5920만 유로의 민간 및 국제구호가 필요하다고 추정했다.
몬테네그로는 5월 24일부터 첫 수입 사례가 보고된 6월 14일까지 0건의 활성 환자가 있었다.

## 배경
세계보건기구(WHO)는 12일 2019년 12월 31일 처음 WHO의 주목을 받았던 중화인민공화국 후베이성 우한시의 한 집단에서 신종 코로나바이러스가 호흡기 질환의 원인임을 확인했다. 이 군단은 처음에 우한화난수산물도매시장과 연결되어 있었다. 그러나 실험실 확정 결과가 나온 그 첫 사례들 중 일부는 시장과 연관성이 없었고, 전염병의 근원은 알려져 있지 않다.
2003년 사스와 달리 코로나19의 경우 치명률은 훨씬 낮았지만, 총 사망자 수가 상당할 정도로 감염 경로는 훨씬 더 컸다. 코로나19는 전형적으로 약 7일 정도의 독감과 유사한 증상을 보이며, 그 후 일부 사람들은 병원에 입원해야 하는 바이러스성 폐렴의 증상으로 발전한다. 3월 19일부터 COVID-19는 더 이상 "높은 결과 감염병"으로 분류되지 않았다.

## 같이 보기
- 나라별 코로나19 범유행
- 유럽의 코로나19 범유행